# شين يون سوه
شين يون سوه المعروفة سابقًا بإسم هانا (بالكورية: 신보라)‏ هي ممثلة ومغنية كورية جنوبية، ولدت يوم 30 أبريل 1993 في بتشون في كوريا الجنوبية. 

## روابط خارجية
- شين يون سوه على موقع ميوزك برينز (الإنجليزية)